# Língua vândala
O vândalo foi uma língua germânica provavelmente relacionada ao gótico. Os vândalos, asdingos e silingos estabelecidos na Galécia (o norte de Portugal e a Galiza) e no sul da Espanha, seguidos de outros povos germânicos como os visigodos e os suevos e iranianos como os alanos, antes de migrar para o norte de África no ano 429 d.C.

## Vocabulário comparativo
| Vândalo         | Protogermânico | Português                 | Primeira parte do nome | Palavra registada num texto vândalo | Total |
| --------------- | -------------- | ------------------------- | ---------------------- | ----------------------------------- | ----- |
| *amal           | *amal          | amal                      |                        |                                     |       |
| *ari            | *harjaz        | armada                    |                        |                                     |       |
| *baudes         | *bauðiz        | mestre                    |                        |                                     |       |
| *bere           | *bera-         | cerveja                   | sim                    |                                     |       |
| *bluma          | *blomo         | flor                      | sim                    |                                     |       |
| *dagila         | *dagaz         | dia (diminutivo)          |                        |                                     |       |
| drincan         |                | beber                     |                        | sim                                 |       |
| eils            |                | salve/ave                 |                        | sim                                 |       |
| *frida          | *friþu-        | pacificar                 |                        |                                     |       |
| *feua           | *friþu-        | pacificar (diminutivo)    |                        |                                     |       |
| froja           |                | senhor/conde              |                        | sim                                 |       |
| *frede          | *friþuz        | pacificar                 |                        |                                     |       |
| *geis           | *gaiza-        | perguntar/inquirir        |                        |                                     |       |
| *gunda / guntha | *gunþjo        | batalhe                   |                        |                                     |       |
| *guilia         | *wilja-        | partícula de futuro       | sim                    |                                     |       |
| *guiti          | wîti-          | combate(r)                |                        |                                     |       |
| *hildi          | *hildjô        | batalha                   | sim                    |                                     |       |
| *hostra         | *austra        | leste                     |                        |                                     |       |
| ia              | -              | e                         |                        | sim                                 |       |
| *ild            | *hildjô        | batalha                   |                        |                                     |       |
| matzia          |                | comer                     |                        | sim                                 |       |
| *mir/mer        | *mêrijaz       | famoso                    |                        |                                     |       |
| *munds          | *munduz        | defender                  |                        |                                     |       |
| *mut            | *moða          | coragem                   |                        |                                     |       |
| *oa             | *hauha-        | alto                      |                        |                                     |       |
| *osta           | *austra-       | leste                     |                        |                                     |       |
| *ricus          | *rîkaz         | rei                       |                        |                                     |       |
| *rit            | *rêðaz         | conselheiro               |                        |                                     |       |
| *rith           | *rêðaz         | conselho                  |                        |                                     |       |
| *rix            | *rîkaz         | rei                       |                        |                                     |       |
| *runa           | *runo          | secreto                   |                        |                                     |       |
| scapia          |                | criar, fazer              |                        | sim                                 |       |
| *scarila        | *skara-        | banda (diminutivo)        |                        |                                     |       |
| *sifila         | *sibjo         | clã/tribo (diminutivo)    |                        |                                     |       |
| *sind(i)        | *sinþa-        | viajar                    | sim                    |                                     |       |
| *trioua         | *triwwa        | leal, verdade             |                        |                                     |       |
| *teus           | *þewaz         | escravo, servo            |                        |                                     |       |
| *theudo         |                | povo                      |                        |                                     |       |
| *uit            | *wîti-         | combate                   |                        |                                     |       |
| vandalirice     | -              | rei dos vândalos          |                        | sim                                 |       |
| *vili           | *wilja         | verbo ser/estar no futuro | sim                    |                                     |       |
| *vult           | *wulþu-        | glória                    |                        |                                     |       |
|                 |                |                           |                        |                                     | 41    |